# Далла Корте, Жуан Пауло
Жуан Пауоло Далла Корте (порт.-браз. João Paulo Dalla Corte; род. 7 июня 2006) — бразильский футболист, полузащитник клуба «Интернасьонал».

## Клубная карьера
Далла Корте — воспитанник клуба «Интернасьонал». 

## Международная карьера
В 2023 году в составе юношеской сборной Бразилии Далла Корте стал победителем юношеского чемпионата Южной Америки в Эквадоре. На турнире он сыграл в матчах против сборных Колумбии, Уругвая, Венесуэлы, Парагвая, Чили, Аргентины и дважды Эквадора. 

## Достижения
Сборная Бразилии
- Чемпион юношеского чемпионата Южной Америки (до 17 лет): 2023